# Harrisburg (North Carolina)
Harrisburg ist eine Town im Cabarrus County des US-Bundesstaates North Carolina. Das U.S. Census Bureau ermittelte bei der Volkszählung 2020 eine Einwohnerzahl von 18.967.
Harrisburg ist Teil der Metropolregion Charlotte.

## Geschichte
Das Gebiet wurde im 18. Jahrhundert erstmals von europäischen Amerikanern besiedelt. Harrisburg wurde allerdings erst 1973 als eigenständige Gemeinde gegründet.

## Demografie
Nach der Schätzung von 2019 leben in Harrisburg 16.576 Menschen. Die Bevölkerung teilte sich im selben Jahr auf in 64,0 % Weiße, 18,8 % Afroamerikaner, 0,7 % amerikanische Ureinwohner, 10,6 % Asiaten und 4,2 % mit zwei oder mehr Ethnizitäten. Hispanics oder Latinos aller Ethnien machten 3,9 % der Bevölkerung aus. Das mittlere Haushaltseinkommen lag bei 108.942 US-Dollar und die Armutsquote bei 4,0 %.